# Å, Söderhamns kommun
För fler platser med namnet Å, se Å (ortnamn).
Å är en by i Norrala socken i Söderhamns kommun, södra Hälsingland, Sverige.